# Koloniální výstava

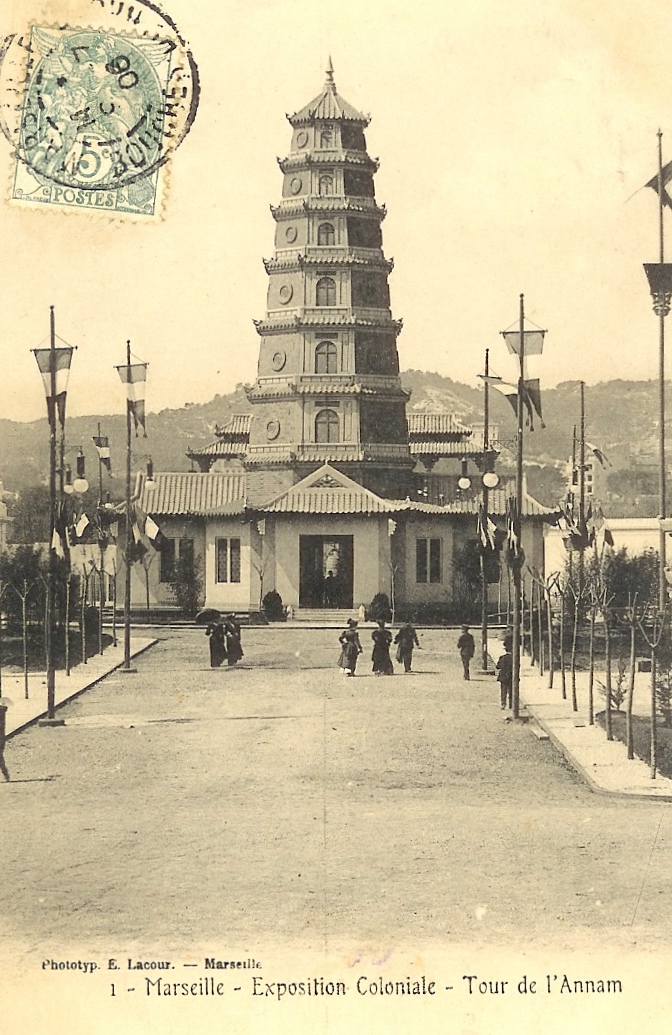
Pohlednice annamské věže v Marseilles (Francie) u příležitosti koloniální výstavy v roce 1906

Koloniální výstava, Exposition coloniale nebo colonial exhibition byl typ mezinárodní výstavy, která byla určena pro podporu obchodu a posílení koloniálního impéria v období, které začalo v osmdesátých letech 19. století s kolonizací Afriky.
British Empire Exhibition v roce 1924, která trvala šest měsíců a přilákala 34 milionů návštěvníků. Francouzská komunistická strana uspořádala antikoloniální výstavu v roce 1931, kterou nazvala Pravda o koloniích. První sekce byla věnována zločinům během koloniálního dobývání a citovala Alberta Londrese a André Gidu, kteří kritizovali nucené práce, zatímco druhá část srovnávala sovětskou „národností politiku“ s „imperialistickým kolonialismem“.
Postupem času uspořádaly koloniální výstavu státy jako například Německo a Portugalsko, stejně jako Belgie. Součástí výstav byly také například lidské zoo, jako například na pařížské výstavě 1931.

## Fotografie
V roce 1930 byl maďarský fotograf André Kertész oceněn stříbrnou medailí za služby fotografii na koloniální výstavě v Paříži.

## Chronologie koloniálních výstav

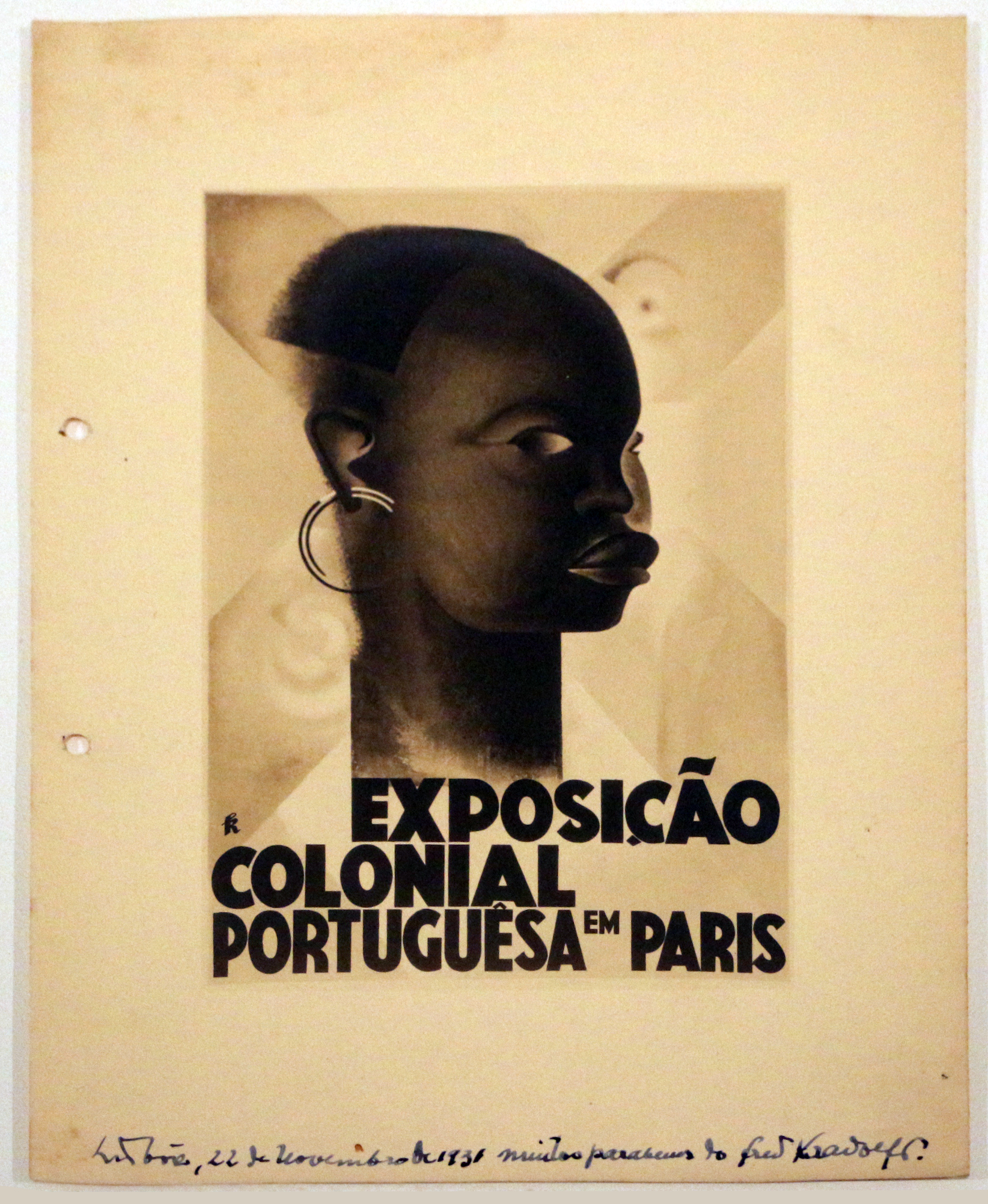
Koloniální výstava Paris 1931

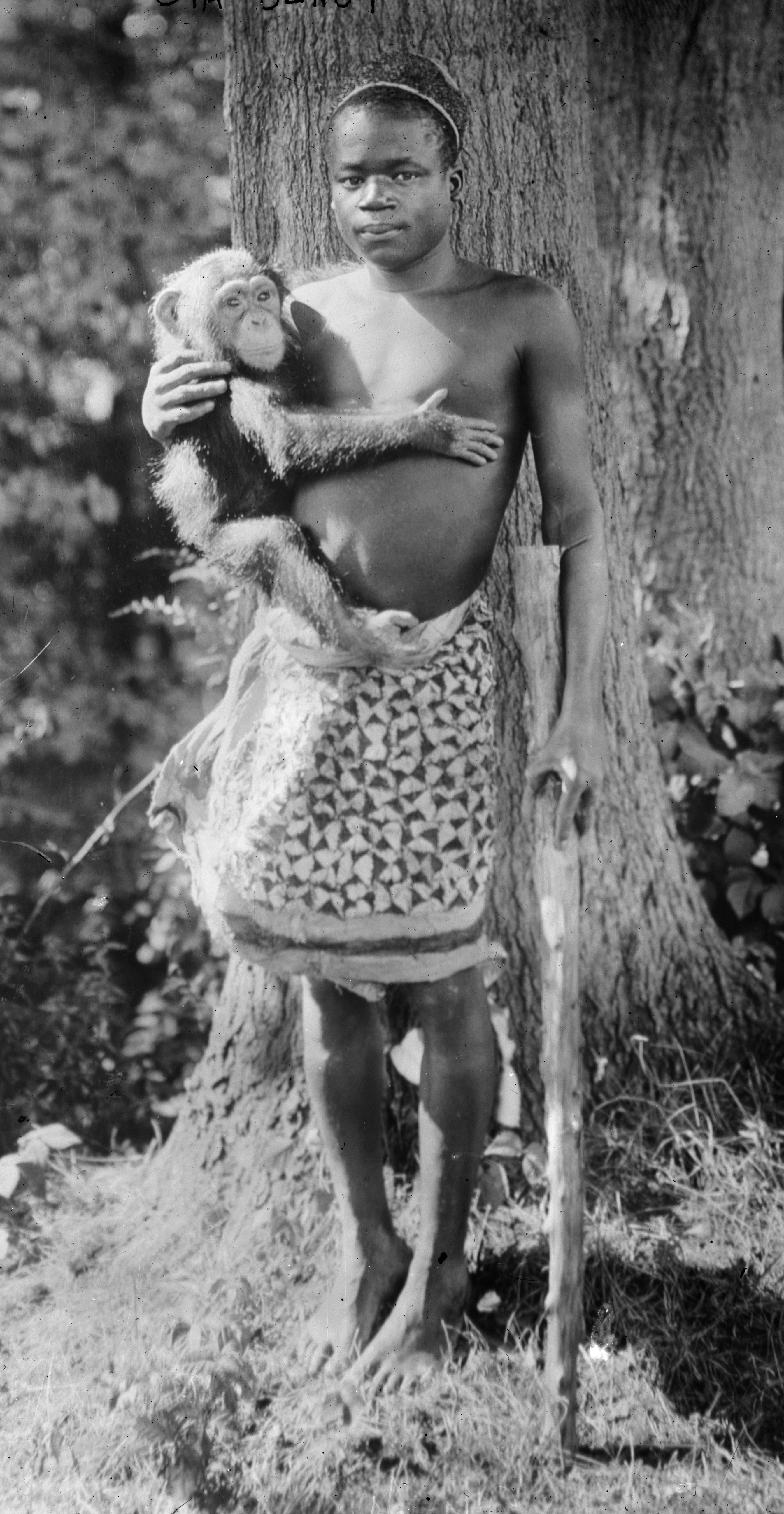
Pigmej Ota Benga, lidská zoo z roku 1906

- Intercolonial Exhibition of Australasia (1866)
- Exposition Intercoloniale (1870)
- Exposition Intercoloniale (1875)
- Exposition Intercoloniale (1876)
- Internationale Koloniale en Uitvoerhandel Tentoonstelling (1883)
- Colonial and Indian Exhibition (1886)
- Exposition internationale et coloniale (1894)
- Exposição Insular e Colonial Portuguesa (1894)
- Exposition internationale et coloniale de Rochefort-sur-Mer (1898)
- Indo China Exposition Française et Internationale (1902)
- United States, Colonial and International Exposition (1902)
- Exposition coloniale (1906), v době od 15. dubna až 15. listopadu do Marseille přišlo 1 800 000 návštěvníků.
- L'exposition coloniale de Paris (1907), 2 milióny návštěvníků.
- Franco-British Exhibition (1908)
- Koloniale Tentoonstelling (1914)
- International Exhibition of Rubber and Other Tropical Products (1921)
- Festival of Empire (1911)
- Exposition nationale coloniale (1922) duben - listopad v Marseille.
- British Empire Exhibition (1924)
- Exposition internationale coloniale, maritime et d'art flamand (1930)
- Exposition coloniale internationale (1931) Paris. Otevření 6. května 1931, Porte de Vincennes. 34 miliónů návštěvníků během 6 měsíců.
- Exposição Colonial Portuguesa (1934)
- Empire Exhibition (1936)
- Empire Exhibition, Scotland 1938
- Deutsche Kolonial Ausstellung (1939)
- Exposição do Mundo Português (1940)
- Foire coloniale (1948)